# Yenimahalle, Pendik
Yenimahalle là một xã thuộc huyện Pendik, tỉnh Istanbul, Thổ Nhĩ Kỳ.